# 922 в Україні
922 в Україні — це перелік головних подій, що відбулись у 922 році на території сучасних українських земель. Також подано список відомих осіб, що народилися та померли в 922 році.

## Події
- Київський князь Ігор воював проти уличів.

## Особи
- Правління князя Ігора Рюриковича (Старого) у Києві.